# Ahmed Mejri
Pour les articles homonymes, voir Mejri.
Ahmed Mejri, né le 2 janvier 1990 à Tunis, est un boxeur tunisien.

## Carrière
Sa carrière amateur est principalement marquée par une médaille d'or aux Jeux africains de Maputo en 2011 dans la catégorie poids légers. Qualifié pour les Jeux olympiques de Londres en 2012, il s'incline au second tour face au boxeur portoricain Felix Verdejo.

## Palmarès
- Médaille d'or dans la catégorie des moins de 60 kilos en Jeux africains de 2011 à Maputo (Mozambique)

## Référence
1. ↑  (en) Résultats des Jeux olympiques 2012 sur amateur-boxing.strefa.pl